# Gmach Sztabu Głównego w Petersburgu
Gmach Sztabu Głównego w Petersburgu (ros. Здание Главного Штаба) – gmach o fasadzie w kształcie łuku długości 580 m, usytuowany na placu Pałacowym w Petersburgu, naprzeciw pałacu Zimowego.

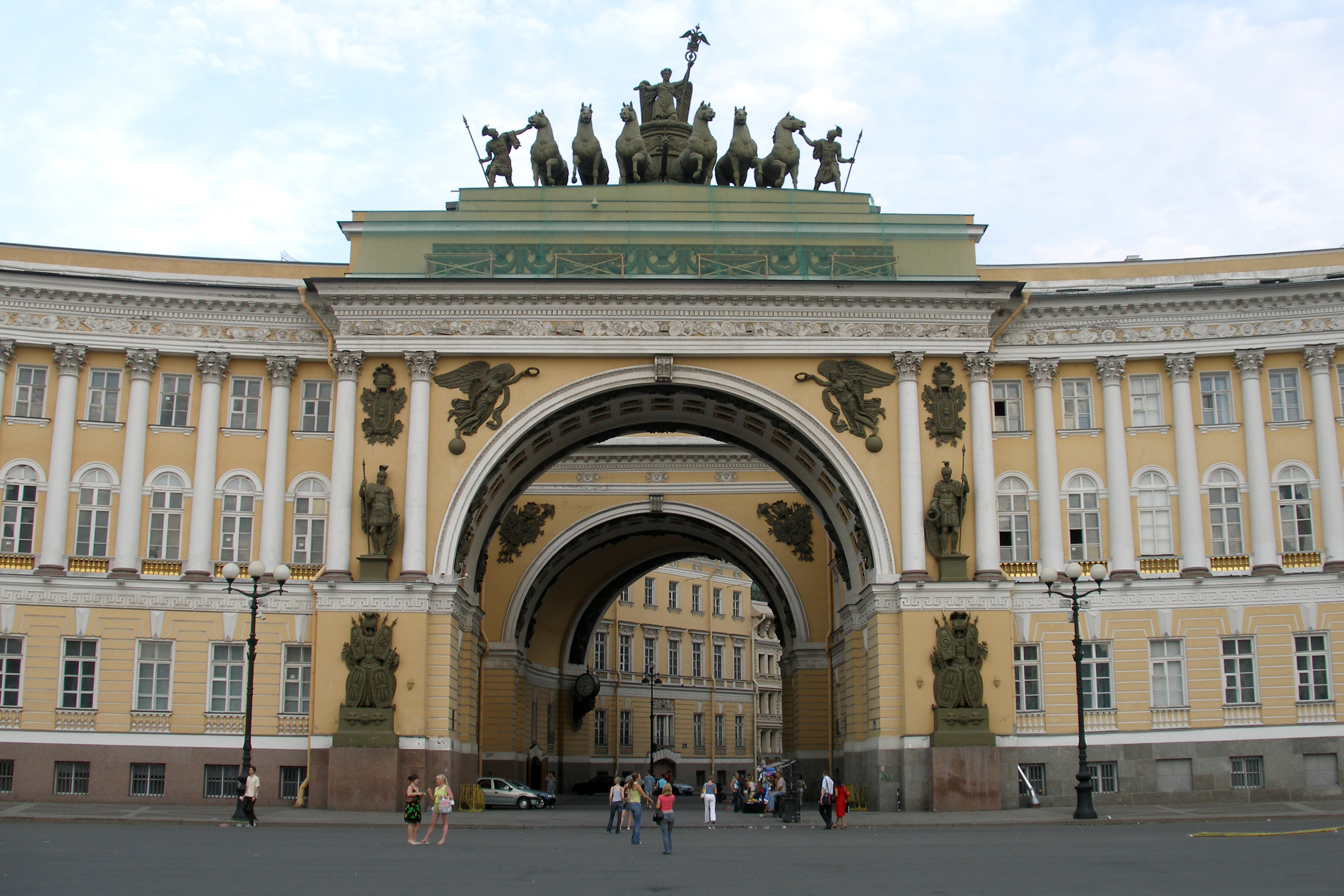
Łuk triumfalny

Budynek został zaprojektowany w stylu empire przez rosyjskiego architekta pochodzenia włoskiego Carla Rossiego. Prace budowlane trwały w latach 1819–1828 (w 1819 roku położono kamień węgielny). Oficjalne otwarcie gmachu odbyło się 24 października 1828. Gmach składa się z dwóch skrzydeł, które są rozdzielone przez potrójny łuk triumfalny upamiętniający zwycięstwo wojsk rosyjskich nad napoleońskimi podczas wojny obronnej 1812 roku, bogato zdobiony przez rosyjskich rzeźbiarzy: Stepana Pimienowa oraz Wasilija Demut-Malinowskiego. Na jego szczycie znajduje się dużej wielkości rzeźba (10 m wysokości) przedstawiająca rydwan uskrzydlonej bogini Sławy, ciągnięty przez sześć koni. Łuk łączy ulicę Wielką Morską z Newskim Prospektem.
Do czasu przeniesienia stolicy do Moskwy w budynku mieściły się siedziby: Sztabu Głównego (w zachodnim skrzydle), Ministerstwa Spraw Zagranicznych i Ministerstwa Finansów Rosji (we wschodnim skrzydle). W zachodnim skrzydle mieści się obecnie siedziba Zachodniego Okręgu Wojskowego. Wschodnie skrzydło, w 1988, zostało przekazane Państwowemu Muzeum Ermitaż.